# Aquí (álbum)
Aquí es el nombre del álbum de estudio debut de la cantautora mexicana Julieta Venegas, lanzado el 24 de marzo de 1997. 
El álbum fue bien recibido por el público y la crítica lo alabó. Aquí comenzó a identificar a Julieta Venegas como parte del Rock Nacional Mexicano.
Sólo tuvo dos sencillos lanzados, "De Mis Pasos" y "Cómo Sé". Este álbum contiene 12 canciones, casi todas escritas enteramente por Julieta Venegas, excepto dos, cuyas letras en cuestión se deben a Jesús González y Gustavo Herrera. Hasta la fecha el álbum registra ventas por 700 000 copias vendidas a nivel mundial.

## Lista de canciones
| N.º | Título                        | Escritor(es)    | Duración |  |
| 1.  | «Oportunidad»                 | Venegas         | 4:52     |  |
| 2.  | «Antes»                       | Venegas         | 4:01     |  |
| 3.  | «De mis pasos»                | Venegas         | 3:18     |  |
| 4.  | «Como sé»                     | Venegas         | 3:12     |  |
| 5.  | «Libertad»                    | Jesús González  | 3:38     |  |
| 6.  | «Con su propia voz»           | Venegas         | 5:24     |  |
| 7.  | «Esta vez»                    | Gustavo Herrera | 3:22     |  |
| 8.  | «Recuerdo perdido»            | Venegas         | 4:57     |  |
| 9.  | «Andamos huyendo»             | Venegas         | 3:47     |  |
| 10. | «Quitar a otras»              | Venegas         | 4:39     |  |
| 11. | «Sabiéndose de los descalzos» | Venegas         | 3:02     |  |
| 12. | «Verdad»                      | Venegas         | 4:35     |  |

## Músicos
- Julieta Venegas - Voz, coros, acordeón, teclado, piano, programación y vibráfono
- Gustavo Santaolalla - Guitarra, órgano, percusión, tuba y coros
- Curt Bisquera - Batería
- Donald Markese - Clarinete
- Enrique Rangel - Bajo en el tema 8
- Gail Cruz-Farkas - Violín
- Graham Edwards - Bajo
- John Acosta - Celo
- John Schriner - Arreglos de cuerda
- Joselo Rangel - Guitarra
- Pavel Farkas - Violín
- Rafael González - Percusión en los temas 3, 5 y 9
- Ron Strauss - Viola
- Patricio Iglesias - Batería adicional en el tema 6

## Premios y nominaciones
| Año  | ceremonia            | Trabajo nominado | Categoría                   | Resultado |
| ---- | -------------------- | ---------------- | --------------------------- | --------- |
| 1997 | Premios Nuestro Rock | Aquí             | Mejor Disco Revelación      | Ganador   |
| 1999 | MTV VMA 1999         | «Cómo Sé»        | Mejor Interpretación Latina | Ganador   |